# The Last Rebel (film, 1918)
Pour plus de détails, voir Fiche technique et Distribution.
The Last Rebel est un film américain réalisé par Gilbert P. Hamilton, sorti en 1918.

## Synopsis
La Guerre de Sécession met fin à une longue amitié entre deux vieilles familles du Sud, les Apperson et les Batesford. Lorsque Harry Apperson annonce qu'il entend se battre pour le Nord, sa fiancée, Cora Batesford, le dénonce et épouse son rival Jack Batesford. Après la guerre, Harry se rend dans l'Ouest et y fait fortune.
50 ans plus tard, Harry et son petit-fils Jim décident de se réinstaller dans le Sud. Jim se rend sur place et rencontre Floribel, la petite-fille de Cora. Bien que Floribel ait perdu la propriété des Batesford au profit de Pensinger Gale, qui en a racheté l'hypothèque, elle refuse l'aide de Jim, par haine de sa famille. Elle cherche alors à trouver un emploi dans la ville voisine, mais n'y parvient pas et tente alors de se suicider. Jim arrive à temps et la convainc de l'épouser. Avant la cérémonie, il lui donne en cadeau de mariage le titre de propriété des Batesford. 

## Fiche technique
- Titre original : The Last Rebel
- Réalisation : Gilbert P. Hamilton
- Scénario : George Elwood Jenks
- Photographie : Jack MacKenzie
- Société de production : Triangle Film Corporation
- Société de distribution : Triangle Distributing Corporation
- Pays d'origine :  États-Unis
- Langue originale : anglais
- Format : noir et blanc — 35 mm — 1,37:1 — Film muet
- Genre : drame
- Durée : 50 minutes (5 bobines)
- Dates de sortie :  États-Unis : 9 juin 1918
- Licence : Domaine public

## Distribution
- Belle Bennett : Cora Batesford / Floribel Batesford
- Walt Whitman : Colonel Batesford
- Lillian Langdon : Mme Batesfoord
- Joseph Bennett : Jack Batesford
- Joe King : Harry Apperson / Jim Apperson
- Jack Curtis : Pensinger Gale
- Lucretia Harris : Mammy Lulu
- Anna Dodge : la logeuse